# Minkang I
Minkang I est un village du Cameroun situé dans le département du Dja-et-Lobo et la région du Sud, sur la route qui relie Sangmélima à Djoum. Il fait partie de la commune de Meyomessi.

## Population
La plupart des habitants sont des Boulou.
En 1962, Minkang I comptait 297 habitants. Lors du recensement de 2005, 143 personnes y ont été dénombrées.